# Cladosporium exobasidii
Cladosporium exobasidii Jaap – gatunek grzybów z klasy Dothideomycetes. Grzyb mikroskopijny, nadpasożyt.

## Systematyka i nazewnictwo
Pozycja w klasyfikacji według Index Fungorum: Cladosporium, Cladosporiaceae, Capnodiales, Dothideomycetidae, Dothideomycetes, Pezizomycotina, Ascomycota, Fungi.
Synonimy:
- Cladosporium exobasidii Jaap 1907 var. exobasidii
- Cladosporium exobasidii var. verruculosum Heuchert, U. Braun & K. Schub. 2005

Holotyp: na owocniku Exobasidium pasożytującym na borówce bagiennej (Vaccinium uliginosum).

## Morfologia i rozwój
Nadpasożyt żyjący na owocniku płaskosza pasożytującym na różnych gatunkach borówek.